# Guido Waldmann
Guido Waldmann (Sint-Petersburg, 17 november 1901 – Trossingen, Baden-Württemberg, februari 1990) was een Duits componist, pianist en muziekpedagoog.

## Levensloop
Waldmann deed zijn studies aan het Conservatorium van Sint-Petersburg, (Russisch: Санкт-Петербургская государственная консерватория имени Н.А. Римского-Корсакова) - Sint-Petersburg (toen: Staatlijk Conservatorium van Sint-Petersburg) alsook aan het Conservatorium Leipzig (nu: Hochschule für Musik und Theater "Felix Mendelssohn Bartholdy"), waar hij onder andere piano studeerde en leerling van Robert Teichmüller was. Sinds 1926 leefde hij in Berlijn als muziekpedagoog en werd door Hans Mersmann met de idealen van de Duitse Jeugdbeweging vertrouwd gemaakt.
Waldmann was lid van de Hitlerjugend (HJ) vanaf 1 november 1935 en auteur en uitgever van een aantal HJ-publicaties en sinds 1 mei 1937 met het nummer 5853404 lid van de Nationaalsocialistische Duitse Arbeiderspartij (NSDAP). Vanaf juni 1935 was hij hoofdredacteur van Musik und Volk en daarna van 1937 tot 1939 van het magazine Musik in Jugend und Volk, beide officiële bladen van de Reichsjugendführung.
In 1939 vertrok Waldmann naar Stuttgart en werd docent en later professor aan de Staatliche Musikhochschule aldaar. In 1952 werd hij tot directeur van het Hochschul-Institut für Musik in Trossingen benoemd. Aan dit instituut werd een blazersschool ingericht, waar Willy Schneider en Hermann Regner doceerden. Hij was de initiator van de oprichting in 1968 van de Bundesakademie für musikalische Jugendbildung e.V. in Trossingen.
Als componist schreef hij vele werken voor blazers en harmonieorkest.

## Composities

### Werken voor harmonieorkest
- Save the best for last

### Werken voor koor
- 1940 Singebuch für Frauenchor, uitgegeven in opdracht van de Reichsjugendführung und des Reichsverbandes der gemischten Chöre. Wolfenbüttel en Berlijn, 1940.

## Publicaties
- Guido Waldmann: 1000 Musik-Diktate - Teil: 2: Diktate zur Musiklehre mit erklärender Einführung von Guido Waldmann. Berlijn, Hannover, 1931.
- Guido Waldmann: in: Die Spielschar, Heft 2, "Amtliche Zeitschrift für Feier- und Freizeitgestaltung", Hg. Kulturamt der Reichsjugendführung, Arwed Strauch, Leipzig. 1936.
- Guido Waldmann: Singen und Bekennen. - Zur Frage der Neudichtung von Liedtexten in: Musik in Jugend und Volk, 1. Jahrgang, Kallmeyer Wolfenbüttel und Berlin 1938, p. 185
- Guido Waldmann: Bekenntnis zur deutschen Musik: Reichsmusiktage Düsseldorf - Beethovenfest der HJ. in Wildbad, in: Musik in Jugend und Volk 1 (1938), p. 330
- Guido Waldmann: Zur Tonalität des deutschen Volksliedes. Kallmeyer, Wolfenbüttel und Berlin, 1938. 87 p.
- Guido Waldmann (Hrgb): Uitgever van "Rasse und Musik". Berlin-Lichterfelde, 1939.
- Guido Waldmann: Die Orgel in der Gegenwart. Samenstelling, Wolfenbüttel, Berlin: Kallmeyer 1939.
- Guido Waldmann: Kleine Volksliedkunde. in: Journal of the International Folk Music Council, Vol. 12, 1960. (1960), p. 100
- Guido Waldmann: Russland. in: Journal of the International Folk Music Council, Vol. 18, 1966. (1966), p. 118
- Lili Kroeber-Asche en Guido Waldmann: Neue Wege am Klavier - Schulwerk für Einzel- und Gruppenunterricht. Möseler Verlag, Wolfenbüttel. 1987. 132p.